# Zuôih
Zuôih là một xã thuộc huyện Nam Giang, tỉnh Quảng Nam, Việt Nam.

## Địa lý
Xã Zuôih có diện tích 237,93 km², dân số năm 2019 là 1.365 người, mật độ dân số đạt 6 người/km².

## Hành chính
Xã Zuôih được chia thành 3 thôn: Pà Đhí, Công Dồn và Pà Rum.